# جورج ماري آن
جورج ماري آن (بالفرنسية: Georges Marie Anne)‏ هو سياسي فرنسي، ولد في 9 أكتوبر 1906 في فرنسا، وتوفي بنفس المكان في 21 فبراير 2001. انتخب عضواُ في مجلس الشيوخ الفرنسي.